# Proctostephanus
Genre
Proctostephanus est un genre de collemboles de la famille des Isotomidae.

## Liste des espèces
Selon Checklist of the Collembola of the World (version du 31 août 2019) :
- Proctostephanus cidi Selga, 1958
- Proctostephanus dalii Arbea, 2003
- Proctostephanus madeirensis da Gama, 1959
- Proctostephanus provincialis Poinsot & Dallai, 1970
- Proctostephanus sanctiaugustini Cassagnau, 1963
- Proctostephanus stuckeni Börner, 1902

## Publication originale
- Börner, 1902 : Wieder ein neues Anurophorinen-Genus. (Vorläfige Mittheilung.). Zoologischer Anzeiger, vol. 25, p. 605-607 (texte intégral).